# 184 př. n. l.

## Úmrtí
- Titus Maccius Plautus, římský dramatik (* asi 254 př. n. l.)
- Gaius Caecilius Statius, římský dramatik (* kolem 220 př. n. l.)

## Hlavy států
- Seleukovská říše – Seleukos IV. Filopatór (187 – 175 př. n. l.)
- Řecko-baktrijské království – Demetrius I. (200 – 180 př. n. l.)
- Parthská říše – Friapatios (185 – 176 př. n. l.)
- Egypt – Ptolemaios V. Epifanés (204 – 180 př. n. l.)
- Bosporská říše – Spartacus V. (200 – 180 př. n. l.)
- Pontus – Farnaces I. (185 – 170 př. n. l.)
- Kappadokie – Ariarathes IV. (220 – 163 př. n. l.)
- Bithýnie – Prusias I. (228 – 182 př. n. l.)
- Pergamon – Eumenés II. (197 – 159 př. n. l.)
- Athény – Eupolemus (185 – 184 př. n. l.) » Sosigenes (184 – 183 př. n. l.)
- Makedonie – Filip V. (221 – 179 př. n. l.)
- Epirus – vláda épeiroské ligy (231 – 167 př. n. l.)
- Římská republika – konzulové Publius Claudius Pulcher a L. Porcius Licinus (184 př. n. l.)
- Numidie – Masinissa (202 – 148 př. n. l.)